# Cornus, Aveyron
Cornus là một xã ở tỉnh Aveyron, thuộc vùng Occitanie ở miền nam nước Pháp.